# SMARCA5
El regulador de la cromatina dependiente de actina asociada a matriz componente del complejo SWI/SNF (SMARCA5) es una proteína codificada en humanos por el gen SMARCA5.
Esta proteína pertenece a la familia de proteínas SWI/SNF, cuyos miembros presentan actividad helicasa y ATPasa y parecen estar implicados en la regulación de la transcripción de ciertos genes por medio de la alteración de la estructura de la cromatina alrededor de dichos genes. SMARCA5 forma parte de un complejo implicado en la remodelación de la cromatina denominado RSF, que facilita la transcripción de genes de clase II por parte de la ARN polimerasa II. Esta proteína posee una secuencia similar a la proteína remodeladora de la cromatina ISWI, presente en Drosophila.

## Interacciones
La proteína SMARCA5 ha demostrado ser capaz de interaccionar con:
- RAD21[3]
- HDAC2[3]
- POLE3[4]
- SATB1[5]
- BAZ1A[6][4][7][5][3]